# Yamaha TG77

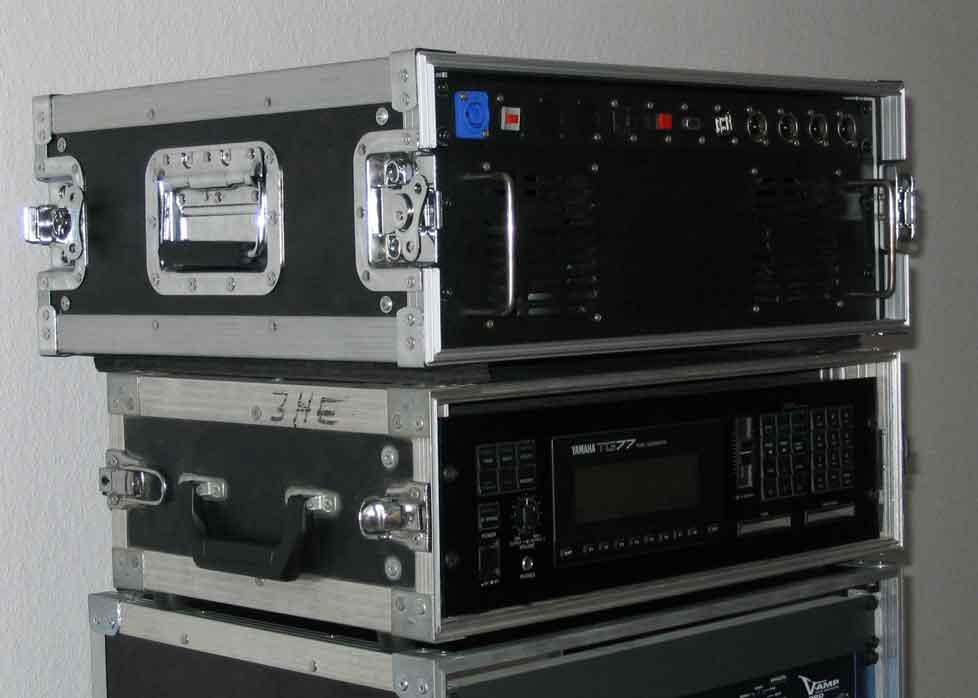
Yamaha TG77 в корпусі-рейці (посередині)

Yamaha TG77 — це стійковий еквівалент робочої станції синтезатора SY77 від Yamaha Corporation. Це також 16-голосний мультитембральний синтезатор, що використовує вдосконалену частотну модуляцію Yamaha, Advanced Wave Memory і поєднання цих двох систем, або шляхом об'єднання шарів, або шляхом модуляції голосу AFM за допомогою хвилі AWM, синергія, яка називається Синтез згортки та модуляції в реальному часі (RCM). Агрегат надійшов у виробництво в 1989 році, одночасно з SY77.
Серія 77 (і її наступник, SY99) має різні фільтри, які цифрово моделюють аналогове обладнання та включають популярну функцію автоколивань останнього. Кожен із максимум чотирьох елементів у голосі може мати власний фільтр, яким можна керувати за допомогою спеціального генератора огинаючої. TG77 оснащений двома наборами стереовиходів, як і SY77, і покращений порівняно з останнім завдяки наявності восьми окремих виходів, які можна призначити окремим внутрішнім інструментам. Як і SY77, TG77 має великий РК-дисплей, а програмування здійснюється за допомогою клавіатури на передній панелі.
Серія SY/TG може генерувати багаті багатошарові багатотемброві звуки. Він здатний відтворювати характерні тембри FM-синтезу в стилі DX7, але також може значно розширити це завдяки різноманітним новим FM-функціям (отже, A в AFM) і доданню семплованих форм хвилі (AWM). Для серії SY/TG доступні великі бібліотеки патчів і плат розширення, які дозволяють користувачеві розширити тональні можливості пристрою.